# SCR-536

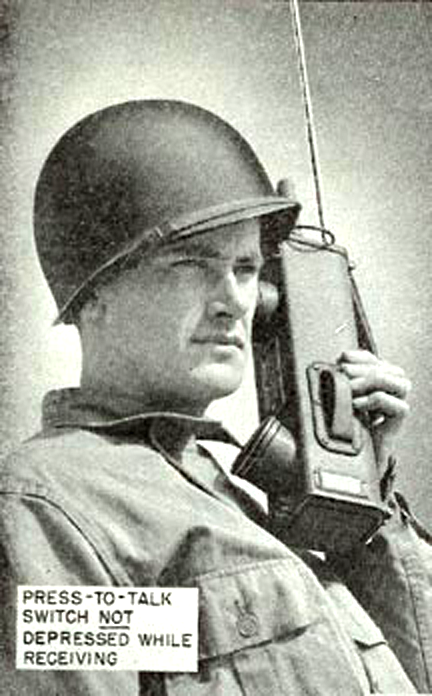
SCR-536

Das Handsprechfunkgerät SCR-536 (SCR = Signal Corps Radio) wurde im Zweiten Weltkrieg von den US-amerikanischen Streitkräften eingesetzt. Aufgrund seiner kleinen Bauform mit nur 2,5 kg Gewicht wurde das Gerät Handie-Talkie genannt.
Das SCR-536 (auch bekannt unter der Bezeichnung BC-611) ist mit fünf Elektronenröhren, so genannten Batterieröhren, bestückt. Die Reichweite über Land beträgt 2 Kilometer, über Salzwasser bis zu 5 Kilometer. Die Batterielebensdauer wurde mit einem Tag, also 24 Stunden, angegeben. Das Gerät arbeitet im Frequenzbereich von 3,5 MHz bis 6 MHz, die Ausgangsleistung beträgt 360 Milliwatt, Modulationsart ist AM. Das Gerät verfügt weder über eine Rauschsperre noch über eine Lautstärkeregelung. Durch Ausziehen der Teleskopantenne wird das Gerät ein- und durch Zusammenschieben wieder ausgeschaltet. Die Anodenbatterie lieferte 103,5 V, die Heizbatterie 1,5 V. Das Funkgerät wurde mit Sende- und Empfangsquarz und mit Spulen (engl. tank coil und antenna coil) auf die gewünschte Frequenz abgestimmt.
Kurz nach Kriegsende wurde das SCR-536 „bei der Umstellung der Industrien auf Friedensproduktion zivilen Unternehmen zur Verfügung gestellt“. Als erstes verwendeten „Eisenbahn- und Autobusgesellschaften […] den USA.-Heeres ‚Walkie-Talkie‘“.
Das Gerät wird noch gerne bei Tauschbörsen angeboten und hat bei Sammlern einen gewissen Wert. Es lässt sich auch heute noch im 80-Meter-Band von Funkamateuren betreiben. Da es nur in AM sendet, ist es eher für Sammler und Nostalgiker interessant.

## Weiterentwicklung
Im Sommer 1952 stellte RCA als Erweiterung des „Walkie-Talkies“ eine tragbare Fernsehkamera vor, genannt „Walkie-Lookie“. Die Reichweite des etwa 24 kg schweren Geräts betrug rund 1,5 km. Der erste Einsatz erfolgte im Rahmen des Konvents der US-Republikaner. Die Kamera konnte „wie ein kleiner Photoapparat mitten in die Menge hineingetragen werden und selbst unter ungünstigen Lichtverhältnissen jeden Vorgang auffangen. Auf diese Weise wurde den rund 50 bis 60 Millionen Amerikanern, die die Ereignisse auf dem republikanischen Parteikonvent tagtäglich auf dem Fernsehschirm verfolgen, die Möglichkeit gegeben, […] jede Reaktion der Delegierten mitzuerleben.“